# Рябцев, Владислав Вадимович
Владислав Вадимович Рябцев (родился 13 декабря 1987) — российский гребец, чемпион Европы 2015 года.

## Биография
Академической греблей начал заниматься в Куркиёкской спортивной школе (тренер Анатолий Степанович Фёдоров и Сухушина Татьяна Афанасьевна).
На Олимпиаде 2012 года в Лондоне в составе российской четвёрки парной был восьмым, на Олимпиаде в Рио — в составе безрульной четвёрки — 10-м.
Участник семи чемпионатов мира. Лучший результат — 5-е место (2011).
Участник шести чемпионатов Европы. Чемпион Европы 2015 года, бронзовый призёр 2016 года в составе четвёрки с рулевым.
Чемпион России 2008 двойка парная.
Чемпион России (2011, 2012, 2013, 2014, 2015, 2016 — четверка парная).
Чемпион России в одиночке 2017, 2018.
Серебряный призёр чемпионата России (2009 — двойка парная) (2013 — одиночка)